# فرحات الراجحي
فرحات الراجحي عين يوم الخميس 27 يناير 2011 وزيرا للداخلية في تونس ضمن تشكيلة الحكومة المؤقتة إلى غاية 28 مارس 2011. ولد في 29 ديسمبر 1952 بتونس .

## حياته
قضى فرحات الراجحي وهو خريج كلية الحقوق بتونس في جوان 1975، 36 سنة في قطاع القضاء. وشغل لمدة 8 سنوات منصب قاض مقرر لدى المحكمة العقارية قبل أن يسمى قاضيا بمحكمة الناحية بتونس ثم على التوالي مساعد وكيل عام لدى محكمة الاستئناف بتونس ونائب رئيس المحكمة العقارية.
كما شغل منصب متفقد مصالح عدلية بوزارة العدل قبل أن يعين رئيسا للدائرة الجنائية لدى محكمة الاستئناف بالمنستير. كما عمل في خطط رئيس الدائرة الجنائية بمحكمة الاستئناف ببنزرت ووكيلا عاما على التوالي لدى محكمة الاستئناف بنابل وبنزرت. كما شغل منصب رئيس للدائرة الجنائية لدى محكمة الاستئناف بتونس.
فرحات الراجحي أستاذ في مادة الإجراءات الجزائية بالمعهد الأعلى للقضاء بتونس وله عديد الكتابات والإسهامات في مجلة القضاء والتشريع. وهو متزوج وأب لطفلين.